# Голубцов, Сергей Николаевич
Сергей Николаевич Голубцов (укр. Сергій Миколайович Голубцов) — бригадный генерал Вооружённых сил Украины, командир Воздушного командования «Центр», участник российско-украинской войны.

## Биография
В 2011-2015 годах полковник Голубцов являлся командиром 114-й бригады тактической авиации.
По состоянию на 2020 год — начальник авиации командования Воздушных сил Украины.
В 2022 году являлся командующим воздушного командования «Центр» Воздушных сил Вооруженных сил Украины.

## Воинские звания
- Полковник
- Бригадный генерал (28.02.2022)[3]

## Награды
- Орден Богдана Хмельницкого III степени (2022) — за личное мужество и самоотверженные действия, проявленные в защите государственного суверенитета и территориальной целостности Украины, верность военной присяге[4]
- Орден Данилы Галицкого (2012) — за значительный личный вклад в укрепление обороноспособности Украинского государства, образцовое выполнение воинского долга, высокий профессионализм и по случаю Дня Вооруженных Сил Украины[5]